# Whole Lotta Love
Whole Lotta Love ist ein Song der britischen Rockband Led Zeppelin. Er ist der erste Titel auf dem 1969 erschienenen Album der Band, Led Zeppelin II, und ihre erfolgreichste Single.

## Entstehungsgeschichte
Whole Lotta Love entstand im Haus von Jimmy Page. Entgegen anderen Aussagen bestritt Page, der Song sei auf der Bühne entstanden:

„Interviewer: Stimmt es, dass „Whole Lotta Love“ während eines Konzertes in Amerika live geschrieben wurde, als ihr alle zu einem Garnett Mimms Song gejammt habt?
Page: Nein. Nein. Absolut falsch. Nein, er wurde zusammengesetzt, als wir Musik für unser zweites Album probten. Ich hatte ein Riff, alle waren in meinem Haus und wir legten los. Auf gar keinen Fall wurde er während eines Konzerts geschrieben.“

Dabei war Whole Lotta Love erkennbar an You Need Loving von den Small Faces angelehnt. Diesen hatten die Ronnie Lane/Steve-Marriott-Komposition im Februar 1966 in den Londoner IBC-Studios aufgenommen und auf dem im Mai 1966 veröffentlichten Debütalbum Small Faces veröffentlicht. Auf der Led-Zeppelin-Version sind indes nur die Led-Zeppelin-Mitglieder als Komponisten urheberrechtlich registriert. Ihre Beiträge zur Gestaltung des Songs bestanden in der Betonung des gleich im Intro präsentierten, markanten Riffs und weiterer Ideen bei der Klanggestaltung. Es besteht aus fünf Noten und wird von Jimmy Page auf einer verzerrten Telecaster-Gitarre mit einem Vox Super Beatle gespielt. Zudem fallen der experimentell-psychedelische mittlere Instrumentalteil, in dem ein sirenenartig gespieltes Theremin-Solo untergebracht ist, und das Outro auf, das durch die Anwendung eines umgekehrten Nachhalls einzigartig in der Rockmusik ist. Das Riff wird während des Liedverlaufs oft wiederholt, wobei durchgängig ein Tempo von 80 bpm aufrechterhalten wird. Formal handelt es sich um ein Stück in ABA-Form mit einer Bridge im Mittelteil. Er basiert auf lediglich zwei Akkorden, nämlich E-Dur und A-Dur.
Die Aufnahmen zu Whole Lotta Love fanden im Mai 1969 in den Olympic Studios und sieben weiteren Tonstudios statt. Musikproduzent – neben Mitgliedern der Gruppe – war Peter Grant, Toningenieur Eddie Kramer (in den Olympic Studios). Der Song war als Teil der zwischen Juli und August 1969 aufgenommenen LP Led Zeppelin II geplant. Robert Plants shout-ähnlicher Gesang wurde in nur einem Take komplettiert. Die unbegleiteten Gitarrensoloparts wurden mittels Overdubbing anderen Takes beigemischt, die in anderen Studios aufgenommen worden waren. Jimmy Page brauchte Stunden, um die Instrumentation um den fertigen Gesang herum zu konstruieren. Der experimentelle Mittelteil ist eine psychedelische Klang-Collage aus Kreischen, Quietschen und Gebrüll, unterlegt mit Beckenschlägen und Fills auf der Snare Drum und dem Tomtom, miteinander verbunden mit durchgehenden Achtelimpulsen der Hi-Hat. Um den psychedelischen Eindruck zu erhöhen, spielte Toningenieur Kramer an allen verfügbaren Knöpfen des Mischpultes herum. Die Masterbänder wurden in den A&R-Studios in New York zwischen dem 20. und 23. Mai 1969 endabgemischt. Hierbei wurden die Panoramaregler auf dem Mischpult genutzt, durch die die Instrumente und der Gesang von einem Stereokanal auf den anderen transportiert wurden und deshalb für den Hörer von links nach rechts wandern und umgekehrt.
Vom zeitlichen Ablauf beginnt ab etwa 1:22 Minuten – zunächst mit den verbindenden Hi-Hat-Passagen – der experimentelle Mittelteil bis ungefähr 3:06 Minuten. Ab 4:02 Minuten beginnt das Outro mit einem erstmals eingesetzten – und ausgedehnten – Rückwärts-Nachhall, denn Plants Stimme ist bereits vor ihrem eigentlichen Einsatz zu hören. Es folgt ein langes Fading bis zum Schluss bei 5:33 Minuten. Der Song ist charakteristisch für die Studioproduktionsweise von Led Zeppelin und war bei Live-Auftritten in dieser Form nicht reproduzierbar.
Erstmals aufgeführt wurde der Song am 26. April 1969. Live enthielt Whole Lotta Love gelegentlich auch Teile von anderen Led-Zeppelin-Songs, wie etwa I Can’t Quit You Baby, You Shook Me, How Many More Times, Your Time Is Gonna Come, Good Times Bad Times, The Lemon Song, The Crunge, D’yer Mak’er, Black Dog, Out on the Tiles und Ramble On.
Whole Lotta Love war der letzte Song, den Led Zeppelin live spielte. Er wurde allerdings bei den Bandreunions bei Live Aid 1985 (mit den Schlagzeugern Phil Collins und Tony Thompson), beim Atlantic Records 40th Anniversary Concert 1988 (mit Jason Bonham am Schlagzeug) und beim Ahmet Ertegun Tribute Concert 2007 (wieder mit Jason Bonham) aufgeführt.

## Veröffentlichung und Erfolg
Zunächst erschien das Album Led Zeppelin II am 22. Oktober 1969 mit Whole Lotta Love als Eröffnungstitel, das in den USA in den Billboard 200 für sieben Wochen an Rang eins notierte und zwölf Millionen Mal verkauft wurde. Auch in Großbritannien gelangte das Album bis auf Rang eins, jedoch nur für eine Woche.
Nach Veröffentlichung der LP suchten Radiosender einen Titel, der in ihre Live-Sendungen passen würde. Der Titelsong Whole Lotta Love war dabei der erste Kandidat. Allerdings betrachteten viele Radiosender den frei geformten Mittelteil als unpassend zu ihren Sendungen und erstellten ihre eigenen bearbeiteten Fassungen. Atlantic Records musste schnell reagieren und gab am 7. November 1969 zusätzlich zur Veröffentlichung der regulären Single in den USA (mit Living Loving Maid (She’s Just a Woman) als B-Seite) eine Version mit 3:10 Minuten Länge, bei der der Mittelteil geschnitten und das Ende früher ausgeblendet wurde, heraus. Beide Versionen wurden als Atlantic #45-2690 veröffentlicht. Die bearbeitete Version war als Werbeveröffentlichung für Radiosender gedacht, aber einige Exemplare wurden in den USA offenbar kommerziell verkauft und sind Sammlerstücke für Fans. Die offizielle Single brachte es in der US-Hitparade bis auf Rang vier und wurde die einzige Top-10-Single der Band in den USA. Weltweit wurde sie zum Nummer-eins-Hit in Deutschland (5 Wochen) und Australien. Die Single wurde außerdem in Frankreich, der Schweiz, den Niederlanden, Belgien und Japan veröffentlicht. Bereits im April 1970 hatte sie den Status eines Millionensellers erreicht. Die bearbeitete Version wurde vom Markt genommen.
In Großbritannien wollte Atlantic Records auch die bearbeitete Version selbst veröffentlichen und presste erste Exemplare für eine Veröffentlichung am 5. Dezember 1969. Allerdings bestand der Manager der Band, Peter Grant, darauf, dass die Band keine Singles zur Vermarktung ihrer Musik in Großbritannien herausgibt, und stoppte die Veröffentlichung. In einem offiziellen Statement fügte die Band hinzu, dass sie einen speziellen Titel geschrieben hätten, der für ihre erste britische Single vorgesehen sei. Dies kam nie zustande und trotz großem Druck durch das Plattenlabel lehnten sie es während ihrer Karriere ab, offizielle Singles in Großbritannien zu veröffentlichen.
Jahre später veröffentlichte Atlantic Records Whole Lotta Love (mit der originalen B-Seite Living Loving Maid) über ihr Oldie Series Label (OS-13116). Dabei wurde die bearbeitete Version mit einer Länge von 3:10 benutzt, auf dem Cover ist die Länge jedoch mit der unbearbeiten Zeit von 5:33 Minuten angegeben.
1997 veröffentlichte Atlantic Records eine CD-Single mit einer weiteren Bearbeitung (dieses Mal auf 4:50 Minuten) des Originals. Diese Version kam erstmals auch in die britischen Charts.
Live-Versionen von Whole Lotta Love wurden offiziell auf den folgenden Alben veröffentlicht:
- The Song Remains the Same; 2 LPs (28. September 1976; Swan Song; von einem Konzert 1973 und dem gleichnamigen Film)
- Led Zeppelin BBC Sessions; 2 CDs (11. November 1997; Atlantic; von einem Konzert 1971)
- How the West Was Won; 3 CDs (27. Mai 2003; Atlantic; von einem Konzert 1972)
- Led Zeppelin; DVD (2003; von Konzerten 1970 und 1979)
- Celebration Day; DVD/2 CDs (17. Oktober 2012; vom „Ahmet Ertegun Tribute“-Konzert 2007)

## Plagiatsstreit

Das Original: Muddy Waters – You Need Love

Durch die Blueslegende Willie Dixon wurde im Januar 1985 ein Urheberrechtsstreit ausgelöst. Dessen Tochter Shirley war 13 Jahre alt, als sie 1976 ihrem Vater erstmals Whole Lotta Love von Led Zeppelin vorspielte. Sie hatte sich die LP Led Zeppelin II ausgeborgt, weil sie das Stück auf dieser LP an eine Komposition ihres Vaters erinnerte.
Willie Dixon war Komponist zahlreicher Bluesklassiker, darunter auch You Need Love. Dixon hatte You Need Love für Muddy Waters geschrieben, der den Blues am 12. Oktober 1962 (Chess Records 1839) aufgenommen hatte. Der Song blieb mangels Hitparadennotierung einer breiteren Öffentlichkeit verborgen. Im Januar 1985 berichtete das US-Magazin Variety, dass Dixon Klage gegen Robert Plant eingereicht habe, weil Whole Lotta Love ein Plagiat von You Need Love sei. Der Plagiatsprozess kam jedoch nicht über eine erste Anhörung hinaus, sondern der für Dixon klagende Musikverlag Arc Music einigte sich mit Atlantic Records auf einen außergerichtlichen Vergleich. Plants Verteidiger fanden es befremdlich, dass man 17 Jahre warte, um zu klagen.
Während dieser Phase wurde bekannt, dass bereits die Small Faces auf Willie Dixons Komposition zurückgegriffen hatten. Das markante Riff und Textpassagen wurden von den Small Faces bei dem im Februar 1966 in den IBC-Studios aufgenommenen Song You Need Loving übernommen. Auch sie ignorierten das Urheberrecht Dixons und gaben die Bandmitglieder Ronnie Lane/Steve Marriott als Komponisten an, wogegen Dixon allerdings nicht klagte. In Whole Lotta Love sind beinahe identische Textpassagen enthalten, und beide Songs übernehmen Elemente der Bluestradition. Das markante Riff durchzieht bereits die Originalaufnahme und ist auch bei den Small Faces zu hören. Led Zeppelin hatte es nur stärker in den Vordergrund gerückt. Am Ende des Songs zitierte Robert Plant noch Howlin’ Wolfs Back Door Man (Juni 1960) mit der Passage „Shake for me girl / I wanna be your back door man“, ebenfalls von Dixon geschrieben. Allerdings zitierte Plant, ein großer Fan von Blues- und Soul-Sängern, häufig andere Songs, vor allem live. Auch die Gesangs-Breaks sind ähnlich, das der Small Faces dauert 14 Sekunden, das von Plant 26 Sekunden. Der Vergleich endete nach langwierigen Verhandlungen erst 1987, wobei Willie Dixon gewann. Led Zeppelin musste ihn fortan als Mitkomponisten erwähnen und eine ungenannte Entschädigung zahlen.
Jimmy Page gab in einem Interview die Plagiatsvorwürfe indirekt zu. „Wenn Du den Text ausklammerst, ist die Instrumentation neu und anders.“ Ähnlich äußerte sich Robert Plant:

“Page’s riff was Page’s riff. It was there before anything else. I just thought, ‘well, what am I going to sing?’ […] At the time, there was a lot of conversation about what to do. It was decided that it was so far away in time and influence that … well, you only get caught when you’re successful. That’s the game.”

„Pages Riff war Pages Riff. Es war vor allem anderem da. Ich dachte nur, ‚was könnte ich singen?‘. Damals gab es großen Streit darüber was wir tun sollten. Wir entschieden, dass es von Zeit und Einfluss so weit entfernt war, dass … na ja, man wird nur erwischt, wenn man erfolgreich ist. So ist das Leben.“

## Besetzung
- Robert Plant – Gesang
- Jimmy Page – Gitarren, Background-Gesang, Theremin
- John Paul Jones – Bass
- John Bonham – Schlagzeug

## Auszeichnungen
| Veröffentlichung           | Land           | Auszeichnung                                                         | Jahr | Rang |
| -------------------------- | -------------- | -------------------------------------------------------------------- | ---- | ---- |
| Spin                       | USA            | 100 Greatest Singles of All Time                                     | 1989 | 39   |
| Rock and Roll Hall of Fame | USA            | The Rock and Roll Hall of Fame’s 500 Songs that Shaped Rock and Roll | 1994 | *    |
| Classic Rock               | Großbritannien | Ten of the Best Songs Ever!… (Bubbling under)                        | 1999 | 30   |
| VH1                        | USA            | The 100 Greatest Rock Songs of All Time                              | 2009 | 46   |
| Rolling Stone              | USA            | The 500 Greatest Songs of All Time                                   | 2003 | 75   |
| Q                          | Großbritannien | 100 Greatest Guitar Tracks Ever                                      | 2005 | 3    |
| Toby Creswell              | Australien     | 1001 Songs: the Great Songs of All Time                              | 2005 | *    |
| Grammy Awards              | USA            | Grammy Hall of Fame Award                                            | 2007 | *    |
| VH1                        | USA            | VH1 Greatest Hard Rock Songs                                         | 2009 | 3    |

## Kommerzieller Erfolg

### Chartplatzierungen
| ChartsChartplatzierungen       | Höchstplatzierung | Wochen |
| ------------------------------ | ----------------- | ------ |
| Deutschland (GfK)              | 1 (16 Wo.)        | 16     |
| Österreich (Ö3)                | 3 (16 Wo.)        | 16     |
| Schweiz (IFPI)                 | 5 (13 Wo.)        | 13     |
| Vereinigte Staaten (Billboard) | 4 (15 Wo.)        | 15     |
| Vereinigtes Königreich (OCC)   | 21 (5 Wo.)        | 5      |

| ChartsJahrescharts (1970) | Platzierung |
| ------------------------- | ----------- |
| Deutschland (GfK)         | 17          |
| Österreich (Ö3)           | 10          |

### Auszeichnungen für Musikverkäufe
| Land/Region                  | Auszeichnungen für Musikverkäufe (Land/Region, Auszeichnung, Verkäufe) | Verkäufe  |
| ---------------------------- | ---------------------------------------------------------------------- | --------- |
| Deutschland (BVMI)           | —                                                                      | 400.000   |
| Italien (FIMI)               | Platin                                                                 | 50.000    |
| Neuseeland (RMNZ)            | Platin                                                                 | 30.000    |
| Spanien (Promusicae)         | Platin                                                                 | 60.000    |
| Vereinigte Staaten (RIAA)    | Gold                                                                   | 1.000.000 |
| Vereinigtes Königreich (BPI) | Platin                                                                 | 600.000   |
| Insgesamt                    | 1× Gold · 4× Platin ·                                                  | 2.140.000 |

Hauptartikel: Led Zeppelin/Auszeichnungen für Musikverkäufe

## Kultureller Einfluss
Whole Lotta Love wurde von vielen Musikern gecovert. In Großbritannien war der Song während der 1970er und 1980er Jahre als Titelmusik der langjährigen Fernsehserie Top of the Pops bekannt. Diese Version basierte auf einer Aufnahme des Collective Consciousness Society, einer Band des Blues-Gitarristen Alexis Korner, die im Herbst 1970 Platz 13 der britischen Charts erreichte. Außerdem benutzte der amerikanische Fernsehsender WXON in den 1980er Jahren die instrumentale Bridge im Mittelteil des Songs als Titelmusik für sein wöchentliches Horrorfilmprogramm Thriller Double Feature.
Am 24. August 2008 wurde Whole Lotta Love während der Schlussfeier der Olympischen Sommerspiele 2008 in Peking gespielt. Diesmal in einer umgeschriebenen Version von Jimmy Page und mit Leona Lewis als Sängerin. Lewis und die Organisatoren verlangten, dass der Text geändert werden sollte. So würden Stellen wie „I’m gonna give you every inch of my love“ (dt.: „Ich werde dir jeden Zoll meiner Liebe geben“) wenig Sinn ergeben, wenn sie von einer Frau gesungen werden. Im September 2008 veröffentlichte Prince eine Liveaufnahme als Instrumentalversion auf seinem Album Indigo Nights. In seinem Song Sound Good von 2024, zu dem es ein offizielles Musikvideo gibt, verwendet der deutsche Rapper Moses Pelham ein Sample von Whole Lotta Love.